# Im Tal der wilden Rosen
Im Tal der wilden Rosen ist eine Fernsehreihe des ZDF, deren Einzelfilme wie die Filme der Rosamunde-Pilcher-Reihe oder die Filme vom Traumschiff im Rahmen des „Großen ZDF-Sonntagsfilms“ ausgestrahlt wurden.

## Inhalt und Konzept
Im Mittelpunkt stehen Frauen, die sich in der Pionierzeit des 19. Jahrhunderts auf neues Terrain vorgewagt und mit harter Arbeit ein neues Leben aufgebaut haben und ums Überleben kämpfen mussten. Gezeigt werden Frauen, die praktische Berufe ausüben (Ärztin, Hebamme, Schneiderin), aber auch Frauen mit künstlerischen Berufen (Schriftstellerin, Fotografin). Mehrfach wurde dem jungen Liebespaar eine Liebesbeziehung in der Elterngeneration gegenübergestellt. Manche Figuren, wie der Dorfpfarrer Lucas, die Krämerin Doris, der Offizier und Major Calhoun oder der alte Indianer Nakota, treten in zwei Filmen der Fernsehreihe auf.
Gedreht wurde an kanadischen Originalschauplätzen in der Provinz Alberta in den Rocky Mountains.
Der Text zur Einführung jeder einzelnen Geschichte wird stets von Gerlinde Locker gesprochen, ebenso folgt am Ende des Films ein abschließender Kommentar, der grob darüber informiert, wie die Geschichte weitergegangen ist. Teilweise gibt es auch kurze Zwischentexte. In dem Film Verzicht aus Liebe (2006) ist Gerlinde Locker auch als Darstellerin in einer Hauptrolle zu sehen. Die Drehbücher schrieb Barbara Engelke.
In der Fernsehreihe sind 13 Geschichten verfilmt worden.

## Titel der einzelnen Folgen
|    | Titel                  | Regie            | Hauptdarsteller | Erstausstrahlung  |
| -- | ---------------------- | ---------------- | --- | ----------------- |
| 01 | Was das Herz befiehlt  | Oliver Dommenget | Eva Habermann, Oliver Bootz, Moritz Lindbergh, Carin C. Tietze, Eleonore Weisgerber, Miguel Herz-Kestranek, Maximilian Werner       | 29. Januar 2006   |
| 02 | Verzicht aus Liebe     | Oliver Dommenget | Sonsee Neu, Hardy Krüger junior, Gerlinde Locker, Stefan Gubser, Anne Brendler, Andreas Brucker, Sylvia Leifheit, Kim-Sarah Brandts | 12. Februar 2006  |
| 03 | Bis ans Ende der Welt  | Dieter Kehler    | Leonore Capell, Patrik Fichte, Jana Voosen, Mathias Herrmann, Anja Kruse, Andreas Herder, Caroline Erikson                          | 12. März 2006     |
| 04 | Herz im Wind           | Oliver Dommenget | Denise Zich, Erol Sander, Christine Reinhart, Daniele Legler, Kyra Mladeck, Oliver Clemens                                          | 28. Januar 2007   |
| 05 | Triumph der Liebe      | Oliver Dommenget | Ursula Buschhorn, Jochen Horst, Julia Stemberger, Günther Maria Halmer, Carin C. Tietze, Pascal Breuer                              | 11. Februar 2007  |
| 06 | Im Herzen der Wahrheit | Dieter Kehler    | Tanja Wedhorn, Marcus Grüsser, Alexander Wussow                                                                                     | 25. Februar 2007  |
| 07 | Vermächtnis der Liebe  | Dieter Kehler    | Christina Beyerhaus, Florian Fitz, Monika Peitsch, Peter Bongartz, Jacques Breuer                                                   | 18. März 2007     |
| 08 | Ritt ins Glück         | Oliver Dommenget | Florentine Lahme, Wayne Carpendale, Ralf Lindermann, Helmut Zierl, Gaby Dohm, Marijam Agischewa, Sebastian Deyle                    | 16. Dezember 2007 |
| 09 | Fluss der Liebe        | Oliver Dommenget | Eva-Maria Grein von Friedl, Philipp Brenninkmeyer, Peter Sattmann, Alissa Jung, Christoph von Friedl, Edda Leesch, Alexander Wussow | 17. Februar 2008  |
| 10 | Gipfel der Liebe       | Stefan Bartmann  | Alexandra Schalaudek, André Röhner, Peter Ketnath, Ralf Bauer, Jessica Boehrs, Claudia Rieschel                                     | 30. März 2008     |
| 11 | Prüfung des Herzens    | Stefan Bartmann  | Katja Weitzenböck, Julia Meier, Hendrik Duryn, Luise Bähr, Matthias Schloo, Grit Boettcher                                          | 20. April 2008    |
| 12 | Zerrissene Herzen      | Michael Keusch   | Inez Björg David, Max Herbrechter, Mirko Lang, Ruth Maria Kubitschek, Janette Rauch                                                 | 9. November 2008  |
| 13 | Die Macht der Liebe    | Michael Keusch   | Kathrin Kühnel, Martin Rapold, Ralf Bauer, Nina Gnädig, Rainer Hunold                                                               | 23. November 2008 |

## Veröffentlichungen
Alle 13 Folgen sind auf DVD erschienen. Die ersten beiden DVDs enthalten die ersten drei Filme. Im Tal der wilden Rosen 2 enthält Film vier bis sieben und Im Tal der wilden Rosen 3 Film acht bis elf. Im Tal der wilden Rosen 4 enthält Film 12 und 13. Die Reihe wurde von Universum Film herausgegeben. Die ersten drei Filme erschienen am 4. Dezember 2006 auf DVD, die letzten beiden am 5. Juni 2009.
Im VGS Verlag erschienen von Ann Robinson geschriebene Romane zur Reihe:
- “Wohin dein Herz dich trägt” verfilmt als Was das Herz befiehlt
- “Ein neuer Morgen” verfilmt als Bis ans Ende der Welt
- “Bis ans Ende der Welt” verfilmt als Triumph der Liebe